# Ptecticus breviunguis
Ptecticus breviunguis är en tvåvingeart som beskrevs av Lindner 1966. Ptecticus breviunguis ingår i släktet Ptecticus och familjen vapenflugor.
Artens utbredningsområde är Madagaskar. Inga underarter finns listade i Catalogue of Life.